# Geschiedenis van Uri
Dit artikel geeft een overzicht van de geschiedenis van het kanton Uri.

## Tot de middeleeuwen

Het wapen van Uri

Bij de Sint-Gotthard-pas zijn pijlpunten gevonden ouder dan vierduizend jaar. Vanaf 600 n.Chr. werd het gebied dat nu het kanton Uri wordt genoemd, door Germanen bezet. De Germanen vermengen zich met de plaatselijke bevolking. In 732 wordt Uri voor het eerst genoemd als eigendom van de abt van Reichenau. Vermoedelijk komt de term Uri van het oud-Duitse Auerochs, dat wilde os betekent. Dit verklaart meteen het wapen van het kanton. 
In 853 schonk Lodewijk de Duitser het dal Uri aan de Fraumünsterabdij van Zürich. Uri werd onder de voogdij van Zürich geplaatst.
In 1100 werd de eerste kerk in Andermatt (St. Kolumban) die als parochie voor het gehele Uri-dal diende. Later verrijzen er meerdere kerken; in 12e eeuw werd het Klooster Seedorf gesticht.
Nadat de laatste telg van het vorstengeslacht der Zähringer aan het begin van de 13e eeuw sterft, komt Uri aan de Habsburgers. In 1231 verkreeg Uri rijksvrijheid, welke status in 1274 door koning Rudolf I van Habsburg werd erkend.

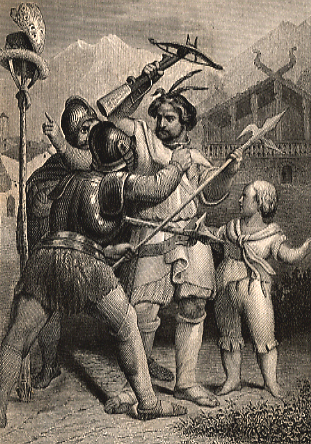
Willem Tell (met kruisboog)

Na het overlijden van koning Rudolf in 1291 zoekt Uri contact met andere oerkantons, Schwyz en Unterwalden met als doel losmaking van de Habsburgers (Oostenrijkers). Men sloot het eeuwig verbond. In 1309 werd de rijksvrijheid nogmaals bevestigd door keizer Hendrik VII, maar in 1315 trok (tegen)keizer Frederik de Schone (uit het huis Habsburg) de rijksvrijheid van Uri, Unterwalden en Schwyz in. De keizer, die tevens hertog van Oostenrijk was, stuurde een leger naar de kantons om ze te bestraffen. De strafexpeditie mondde echter uit in een grote zege voor de Eedgenoten bij Morgarten.
In dezelfde periode ontstond de legende van Willem Tell.
In 1386 nam Uri samen met andere kantons deel aan de Slag bij Sempach die resulteerde in een glansrijke overwinning op de Oostenrijkers. In 1389 sloot het eedgenootschap vrede met Oostenrijk. In de jaren daarna werden de rechten van de Fraumünsterabdij en die van de landheren afgekocht. Conflicten met het hertogdom Milaan resulteerden in een aantal militaire campagnes. In 1440 kwam Leventina, tot dan toe eigendom van het hertogdom Milaan aan Uri. Eerder, in 1404, werd de landen van Urseren door Uri geannexeerd.
Tijdens de Reformatie (16e eeuw) bleef Uri rooms-katholiek. Tijdens de godsdienstoorlogen vocht Uri dan ook aan katholieke zijde.
Nadat het klooster in Attinghausen was afgebrand, herrees er in Altdorf het klooster van het Heilige Kruis (1676/1677). In 1693 werd Altdorf door een brand grotendeels verwoest. In de jaren hierna wordt de opbouw ter hand genomen.
In 1754 kwam de bevolking van Leventina in opstand tegen de overheersing van Uri. De opstand werd bloedig onderdrukt en de aanvoerders werden onthoofd.

## Franse tijd
In 1798 werd Zwitserland binnengevallen door revolutionaire Fransen. Frankrijk bezette Zwitserland. Ook Uri werd door de Fransen bezet. Josef Maria Schmid, de Landammann (regeringsleider) werd afgezet en de kantonnale autonomie van Uri werd net als die van de andere kantons afgeschaft. Zwitserland werd omgevormd tot een centralistische eenheidsstaat onder de naam Helvetische Republiek. De oerkantons Schwyz, Unterwalden, Zug en Uri werden samengevoegd tot het kanton Waltstätten. Dit kanton bezat evenwel haast geen autonomie. De Urner waren ontevreden over het verlies van de autonomie en kwamen massaal in opstand. Napoleon Bonaparte stuurde in 1799 een leger onder leiding van maarschalk Nicolas Jean de Dieu Soult naar Uri om de opstand te onderdrukken. Uri werd onderworpen maar dit gebeurde met veel bloedvergieten. Daarna werd het grondgebied van Uri strijdtoneel van gevechten tussen de Fransen onder generaal Claude-Jacques Lecourbe en Loyson en de Oostenrijkers en Russen onder Soevorov.

### Herstel kantonnale autonomie
In 1803 kwam de Mediationsakte tot stand. Napoleon gaf de kantons hun autonomie terug. Het kanton Waldstätten werd opgeheven en Uri, Schwyz, Unterwalden en Zug werden weer afzonderlijke kantons. Uri verloor Leventina, dat aan het kanton Ticino kwam. Op 1 mei 1803 werd Jost Anton Müller tot Landammann gekozen, hij bekleedde reeds van 1794 tot 1796 dit ambt. Op 1 augustus 1803 werd hij reeds vervangen door Karl Thaddäus Xaver Schmid, ook al een oud-Landammann.
Als de Fransen in 1813 Zwitserland verlaten wordt Karl Josef Bessler von Wattingen tot Landammann gekozen. Bessler was een populair politicus en in 1815 tekende hij de Bondsakte. Bessler bleef tijdens de Restauratie een vooraanstaand Urner, maar ook Zwitsers staatsman.

## 19e eeuw
In de negentiende eeuw kwam Uri tot ontwikkeling. In 1826 werd de eerste blijvende drukkerij in Altdorf gevestigd en in 1830 werd een straatweg over de Sint-Gotthard geopend. Uri kwam tot economische bloei. Op politiek niveau bleef het kanton doorgaans conservatief. In 1832 verwierp Uri, dat onder leiding stond van Franz Xaver Arnold, een federaal voorstel om de bondsgrondwet te herzien. Uri sloot zich daarop aan bij de Sarnerbund, het verbond van conservatieve kantons.
In 1845 sloot Uri, bang voor de voortgang van het liberalisme in de protestantse kantons, zich aan bij de rooms-katholieke Sonderbund, het verbond van katholieke, conservatieve kantons.

### Sonderbundskrieg
Een zitting van Tagsatzung verklaarde in 1847 de Sonderbund ongeldig. Men achtte de Zwitserse eenheid in gevaar, omdat men meende dat de Sonderbund separatistische trekjes vertoonde (iets wat volgens de Bondsakte van 1803 was verboden). De conservatieve kantons, waaronder Uri, weigerden de Sonderbund te ontbinden. De Landammann, Franz Xaver Zgraggen, de regering en het volk van Uri maakten zich op voor de strijd.
In november 1847 woedde de Sonderbundskrieg. De liberale protestantse en katholieke conservatieve kantons vochten een kortstondige oorlog uit. Het leger van Uri trok Ticino binnen en veroverde de gebieden die het in 1803 moest afstaan. Toch capituleerde de Sonderbund na de val van Luzern (27 november 1847).

### Na de Sonderbundskrieg
Landammann Zgraggen trad na de capitulatie af op 7 mei 1848 en werd vervangen door Karl Franz Lusser. Lusser was ook conservatief, maar gematigder. Op 12 september 1848 trad de Zwitserse grondwet in werking en werd het kanton Uri onderdeel van de Bondsrepubliek Zwitserland.
Op 5 mei 1850 kreeg Uri een democratische grondwet.
In 1853 kreeg Uri een telegraafverbinding en in 1862 werd de eerste middelbare school in Altdorf geopend.
Tussen 1862 en 1872 werd de spoorweg door de Gotthardtunnel aangelegd.

## Nieuwe grondwet
Op 18 mei 1879 stemde de Zwitserse bevolking vóór het verwijderen van het artikel in de grondwet dat de doodstraf verbood. Uri was het eerste kanton dat hierna de doodstraf opnieuw invoerde. In 1924 werd de laatste doodstraf in Uri voltrokken.
In 1888 kreeg Uri een nieuwe grondwet. Deze grondwet is nog steeds van kracht - hij is wel enkele malen gewijzigd. Een van de belangrijkste grondwetswijzigingen die werd doorgevoerd was die van de afschaffing van de Landsgemeinde. De laatste Landsgemeinde vond in 1928 plaats.
In het jaar 2001 vond de brand in de Gotthardtunnel plaats.

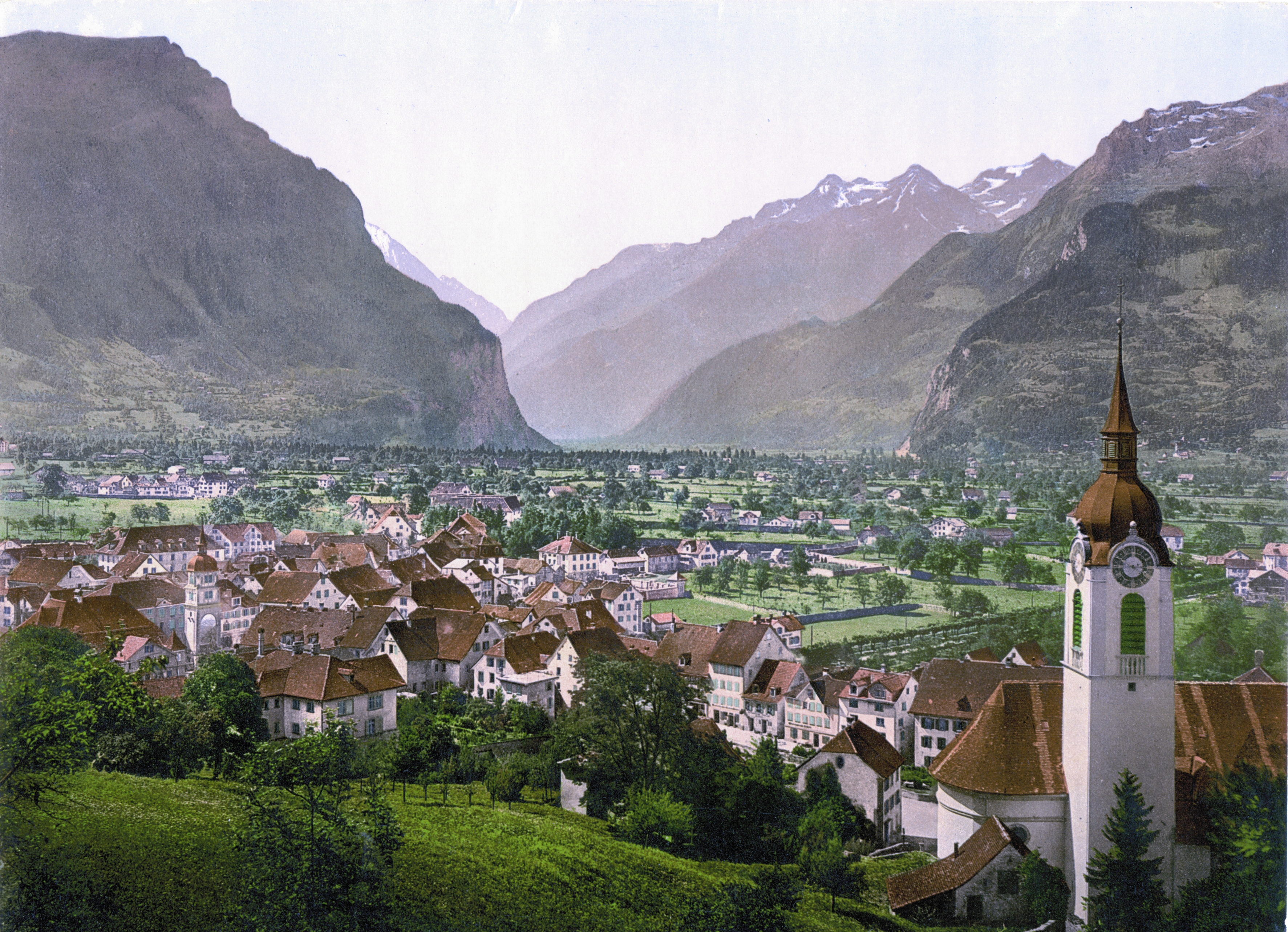
Altdorf in 1900